# 債権譲渡
債権譲渡（さいけんじょうと）とは、債権の契約による譲渡。すなわち、債権をその同一性を変えずに債権者の意思によって他人に移転させることをいう。
債権が一旦消滅せずに同一性を維持する点において、更改とは区別される。
- 民法について、以下では条数のみ記載する。

## 概説
歴史上、債権債務関係は債権者と債務者の間を結ぶ法鎖であり、債権者が債権を譲渡するということは認められていなかった（したがって更改によって債権者を変更するという手法が生み出された。）。
しかしながら、債権の実現を確実なものにするための法制度が整備され、債権それ自体が独立の財産的価値を有するものと認められるようになったことに伴い、債権を譲渡する社会的経済的必要性が生じ、これに応じて債権の譲渡が認められるようになった。
所有権等の物権と違って、わざわざ条文で自由譲渡の原則（466条1項本文）を宣言している理由はここにある。
債権譲渡の発生原因としては売買、贈与、代物弁済、譲渡担保、信託などがある。
債権譲渡自体は債権の帰属を変動させることを直接の目的とする法律行為であり、かかる譲渡を目的とする債権債務の発生を直接の目的とする売買等の債権契約とは観念的に区別される。物権契約に類似しているので準物権契約といわれる。
債権契約と準物権契約である債権譲渡の関係については、債権契約と物権契約（例えば所有権譲渡契約）の関係と同じような関係にある。すなわち、準物権行為の独自性の肯否や、債権の移転時期について、債権契約と物権契約の関係と同様に扱われる。
債権譲渡がされると、譲渡人（旧債権者）は債権者の地位を失い、譲受人（新債権者）が新たな債権者となる。更改とは、債権の同一性を失わない点で異なる。

## 指名債権の譲渡

### 債権の譲渡性
債権は、譲り渡すことができる（第466条1項本文）。債権の譲渡は、諾成・不要式の契約であり、新旧債権者間の合意（意思表示）のみによって成立し効力が生ずる。
ただし、債権の性質がこれを許さないときは、この限りでない（第466条1項ただし書）。

#### 譲渡制限特約
当事者が債権の譲渡を禁止し、又は制限する旨の意思表示をしたときであっても、債権の譲渡は、その効力を妨げられない（466条2項）。
後述するように2017年改正の民法（2020年4月1日法律施行）では譲渡制限特約について悪意・重過失の譲受人に対する債権譲渡も譲渡自体は有効とし、債務者の利益保護のため、債務者は悪意・重過失の譲受人に対しては履行を拒み、かつ、譲渡人に対する履行を譲受人に対抗できるとされた（466条3項）。
- 譲渡制限特約
  - 2017年の改正前の旧466条2項は「当事者が反対の意思を表示した場合」となっており、従前は「譲渡禁止特約」と呼ばれていた[1][2][3]。
  - 2017年改正の民法（2020年4月1日法律施行）466条2項では、譲渡の禁止のほか完全な譲渡の禁止ではない制限も規定されており、まとめて「譲渡制限特約」と呼ばれる[1][2][3]。
- 物権的効力の否定
  - 2017年の改正前の旧466条2項は債権者と債務者の間に譲渡禁止特約がある場合、債権譲渡は効力を生じないとされ（旧466条2項本文）、ただし、譲渡禁止特約を対抗できるのは悪意又は重過失の譲受人に対してだけであって、善意（軽過失ある場合を含む）の譲受人に対しては譲渡禁止特約を対抗できないとなっていた（同項ただし書）。この譲渡禁止特約の効果は当事者の間でも第三者との関係においても債権譲渡の効力を否定する物権的効力であるとされ[2][3]、判例[4]も、債権譲渡自体が効力を生じないという解釈に立っているとされていた（物権的効力説）。しかし、契約には原則として第三者に対する効力はなく、債権譲渡による資金調達の支障になっているとの指摘があった[1][2]。
  - 2017年改正の民法（2020年4月1日法律施行）では一般の債権に関する規律と預貯金債権に関する規律を分け、一般の債権に関する規律については、譲渡制限特約に反する債権譲渡もその効力を妨げられないとされた（466条2項）[1][2][3]。なお、債権者には譲渡制限特約の契約違反となるが契約解除・損害賠償請求の可否は解釈によるとされている[1][3]。

譲渡制限特約付の債権が譲渡された場合、譲渡制限の意思表示がされたことを知り、又は重大な過失によって知らなかった譲受人その他の第三者に対しては、債務者は、その債務の履行を拒むことができ、かつ、譲渡人に対する弁済その他の債務を消滅させる事由をもってその第三者に対抗することができる（466条3項）。譲受人の譲渡制限特約の悪意・重過失の立証責任は債務者が負う。
- 2017年の改正前は、譲渡禁止特約を対抗できるのは悪意又は重過失の譲受人に対してだけであって、善意（軽過失ある場合を含む）の譲受人に対しては譲渡禁止特約を対抗できないとされていた（旧466条2項ただし書）。しかし、債務者の保護に譲渡の効力を否定する必要はなく、弁済の相手方を固定すれば債務者の保護は図られるとの指摘がなされた[2][3]。
- 2017年改正の民法（2020年4月1日法律施行）では譲渡制限特約について悪意・重過失の譲受人に対する債権譲渡も譲渡自体は有効とし、債務者の利益保護のため、債務者は悪意・重過失の譲受人に対しては履行を拒み、かつ、譲渡人に対する履行を譲受人に対抗できるとされた（466条3項）[1][2][3]。

なお、譲渡制限特約について悪意・重過失の譲受人に対する債権譲渡の場合、債務者が466条3項による履行の拒絶等により譲受人にも譲渡人にも弁済しないと、譲受人は債権の回収が困難となるため譲受人にその事態を解消するための催告権が与えられている。この場合、譲受人は相当の期間を定めて譲渡人への履行の催告をすることができ、その期間内に履行がないときは、その債務者は履行の拒絶等が認められなくなる（466条4項）。

#### 譲渡制限の意思表示がされた債権に係る債務者の供託
債務者は、譲渡制限の意思表示がされた金銭の給付を目的とする債権が譲渡されたときは、その債権の全額に相当する金銭を供託することができる（466条の2第1項）。2017年改正の民法（2020年4月1日法律施行）で新設された供託原因で、譲渡制限特約付債権の債権譲渡であっても譲受人の主観にかかわらず債権は譲受人に移転するため債権者不確知には該当しないが、債務者保護の観点から設けられた。この場合、譲受人に限り、還付を請求することができる（466条の2第3項）。
なお、譲渡制限特約付債権の債権譲渡で譲渡人について破産手続開始の決定があった場合、その後に債務者が破産管財人に対して弁済すると財団債権として保護されるものの譲受人は全額の回収をすることができないおそれがあるため、2017年改正の民法（2020年4月1日法律施行）では債権の全額を譲り受けた第三者対抗要件を具備する譲受人に債務者に対する供託請求権の規定が設けられた（466条の3）。

#### 譲渡制限の意思表示がされた債権の差押え
譲渡制限特約付債権の差押えは禁止されず（466条の4第1項）、債務者は譲渡制限特約を差押債権者に対抗できない。当事者の合意により差押禁止債権（強制執行不能の財産）を作り出すことは認められず、判例法理（最判昭和45年4月10日民集24巻4号240頁）を明文化する趣旨である。ただし、譲渡制限特約について悪意・重過失の譲受人に対する差押債権者は、譲受人が有する地位を超えた権限を取得しないため、この場合は債務者は譲渡制限特約を対抗することができる（466条の4第2項）。

#### 預金債権又は貯金債権に係る譲渡制限の意思表示の効力
預貯金債権について譲渡制限特約が付された場合には、その譲渡制限の意思表示がされたことを知り、又は重大な過失によって知らなかった譲受人その他の第三者に対抗することができる（466条の5第1項）。
2017年改正の民法（2020年4月1日法律施行）では、一般の債権に関する規律と預貯金債権に関する規律が分けられ、預貯金債権については譲渡制限特約の物権的効力が維持された。預貯金債権は大量の決済を機械的に処理する必要があるため債権者の固定の要請があり流動化を図る必要性が低いためである。
ただし、譲渡制限の意思表示がされた預貯金債権に対する差押えは妨げられない（466条の5第2項）。

#### 将来債権の譲渡性
債権の譲渡は、その意思表示の時に債権が現に発生していることを要しない（466条の6第1項）。債権が譲渡された場合において、その意思表示の時に債権が現に発生していないときは、譲受人は、発生した債権を当然に取得する（466条の6第2項）。将来債権の譲渡は判例で認められており、2017年改正の民法（2020年4月1日法律施行）で明文化された。
将来債権の譲渡について対抗要件具備時（民法第467条第1項の規定による通知又は承諾）までに譲渡制限特約が設けられた場合は、その譲渡制限特約について譲受人その他の第三者がそのことを知っていたものとみなされる（466条の6第3項）。

### 対抗要件

#### 民法上の対抗要件
債権譲渡の効果を債務者その他の第三者に対して主張するには、対抗要件を備えることを要する。
- 債務者その他の第三者に対する対抗要件
  - 債権の譲渡（現に発生していない債権の譲渡を含む。）は、譲渡人が債務者に通知をし、又は債務者が承諾をしなければ、債務者その他の第三者に対抗することができない（467条1項）。
  - 債務者に対する対抗要件（この場合は譲り受けた債権を行使するための要件という意味）は、譲渡人から債務者への通知、または、債務者の承諾である。
- 債務者以外の第三者に対する対抗要件
  - 通知又は承諾は、確定日付のある証書によってしなければ、債務者以外の第三者に対抗することができない（467条2項）。
  - 債務者以外の第三者に対する対抗要件（この場合は当該債権の譲渡を対抗するための要件という意味）は、確定日付ある証書による債務者への通知または債務者の承諾である。

なお、2017年改正の民法（2020年4月1日法律施行）で将来債権の譲渡についても同様の方法とする判例（最判平成13年11月22日民集55巻6号1056頁）を明文化した。

#### 対抗要件に関する判例
- （最高裁判例　昭和43年8月2日）
他人の債権を譲渡する契約をし、当該債権の債務者に対して確定日付ある譲渡通知をした者が、その後同債権を取得した場合には、何らの意思表示を要せず、譲受人は、当然に債権を取得し、これをもって第三者に対抗することができる。
- （最高裁判例　昭和49年3月7日）
指名債権が二重に譲渡された場合、譲受人相互間の優劣は、確定日付ある債権譲渡通知が当該債権の債務者に到達した日時または、確定日付ある当該債権の債務者の承諾の日時の先後によって決定される。
- （最高裁判例　昭和55年1月11日）
指名債権が二重に譲渡され、確定日付ある各債権譲渡通知が当該債権の債務者に同時に到達したときは、各譲受人は、当該債権の債務者に対しそれぞれの譲受債権全額の弁済を請求することができ、譲受人の一人から弁済の請求を受けた当該債権の債務者は、他の譲受人に対する弁済その他の債務消滅事由が存在しない限り、弁済の責を免れることはできない。…（当該債権の債務者が二重弁済の責を免れるためには、反対債権があれば相殺できるが、ない時は供託の方法しかない。）
- （最高裁判例　平成5年3月30日）
国税滞納処分としての債権差押をした者と同一債権の譲受人との間の優劣は、債権差押の通知が第三債務者（当該債権の債務者）に送達された日時と確定日付のある債権譲渡の通知が当該第三債務者に到達した日との先後によって決定すべきであるから、その到達の先後が不明の場合には、同時到達の場合と同様、相互に優先的地位を主張することができず、第三債務者が債権額を供託した時には、差押債権者と債権譲受人は、被差押債権額と譲受債権額に応じて供託金を按分した額の供託金還付請求権を分割取得する。
- （最高裁判例　平成13年11月27日）
指名債権譲渡の予約につき確定日付ある証書により通知・承諾がなされても、債務者は、これによって予約完結権の行使により当該債権の帰属が将来変更する可能性を了知するに止まり、当該債権の帰属に変更が生じた事実を認識するものではないから、これをもって第三者に対抗することはできない。

#### 債権譲渡登記
法人が保有する債権を譲渡する場合には、動産及び債権の譲渡の対抗要件に関する民法の特例等に関する法律（平成10年法律第104号）によって対抗要件を具備することもできる。
法人が金銭の支払を目的とする債権を譲渡した場合、譲受人との共同申請により債権譲渡登記がされたときは、債務者以外の第三者に対する対抗要件を具備することができる（同法4条1項）。この場合には当該登記の日付が確定日付となる（同法4条2項）。ただし、債権譲渡登記をすることによって譲受人が債権譲渡を対抗できるのは、あくまでも債務者以外の第三者に対してである（同法4条1項）。
債務者に対し譲受人が自分が新たな債権者であることを対抗するには、債権譲渡があったことと債権譲渡登記がされたことについて、登記事項証明書を交付して通知するか、又は債務者が承諾しなければならない。この通知については、譲渡人だけではなく、譲受人もすることができる（同法4条2項）。

#### その他の特別法上の対抗要件
その他にも、以下のような特殊な対抗要件も定められている。
- 銀行の会社分割または事業譲渡の公告（銀行法36条）
- 事業譲渡の公告（農業協同組合法50条の2、水産業協同組合法54条の2、農林中央金庫及び特定農水産業協同組合等による信用事業の再編及び強化に関する法律28条、農業信用保証保険法48条の9）
- 保険契約の移転の公告（保険業法140条）
- 無尽会社の会社分割の公告（無尽業法21条の5）
- 特別経理会社が第二会社に債権を出資または譲渡した旨の公告（終戦に伴うもの。減額社債に対する措置等に関する法律9条）
- 金融機関の事業譲渡の公告（終戦に伴うもの。金融機関再建整備法施行令6条）

### 債権の譲渡における債務者の抗弁
債務者は、原則、対抗要件具備時までに譲渡人に対して生じた事由をもって譲受人に対抗することができる（468条1項）。
- 2017年の改正前の旧468条1項には「債務者が異議をとどめないで467条の承諾をしたときは、譲渡人に対抗することができた事由があっても、これをもって譲受人に対抗することができない」とする異議をとどめない承諾による抗弁の切断の制度があった[1][2][3]。しかし、単に債権譲渡を認識した通知をしただけで抗弁の切断という重大な効果を生じるのは債務者の保護の観点から妥当でないという批判があった[1][2][3]。
- 2017年改正の民法（2020年4月1日法律施行）では旧468条1項を廃止し、債務者は、その通知を受けるまでに譲渡人に対して生じた事由をもって譲受人に対抗することができるとする旧468条2項の規律を維持した[1][2][3]。

なお、譲渡制限特約付の債権の場合の基準時は、対抗要件具備時ではなく、履行催告後に相当期間を経過した時、または、供託請求時が基準になる場合がある。
抗弁の切断を廃止する法改正後も、債務者が任意にその抗弁を放棄する意思表示をしたときは抗弁を切断する形での債権譲渡が可能となるが、包括的な抗弁の放棄の意思表示などは疑問視する見解も示されており、個々の状況の下で抗弁放棄の意思表示の効力が否定される可能性もある。

### 債権の譲渡における相殺権
2017年改正の民法（2020年4月1日法律施行）で債権譲渡の対抗要件の具備と債務者による相殺の優劣について明文化された。
- 債務者が対抗要件具備時より前に取得した譲渡人に対する債権
  - 債務者は、対抗要件具備時より前に取得した譲渡人に対する債権による相殺をもって譲受人に対抗することができる（469条1項）。
  - 自働債権と受働債権の弁済期の先後を問わず相殺することができるとする無制限説の判例（最判昭和50年12月8日民集29巻11号1864頁）の立場が採用された[1][2][3]。
- 債務者が対抗要件具備時より後に取得した譲渡人に対する債権
  - 債権の取得は対抗要件の具備後であっても、対抗要件具備時より前の原因に基づいて生じた債権又は譲受人の取得する債権の発生原因である契約に基づいて生じた債権である場合には相殺することができる[2][3]。ただし、債務者が対抗要件具備時より後に他人の債権を取得したときを除く（469条2項）
- 譲渡制限特約付の債権
  - 469条3項により、履行催告後に相当期間を経過した時、または、供託請求時が基準になる場合がある[3]。

## 有価証券の譲渡
指図債権、記名式所持人払債権及び無記名債権は証券的債権と呼ばれており、従来から民法や商法に規定があったがまとまったものではなかった（証券的債権の譲渡の規定は指名債権の譲渡の規定の後に置かれていた）。また改正前民法の規定は有価証券法理と抵触する点も多く、厳密には有価証券の規定ではなく債権の譲渡・行使と証書の存在とが密接に関連している債権についての規定と解されていた。
2017年に成立した改正民法は民法第3編第7節「有価証券」を新設し有価証券の一般的な規律として整備した。なお、手形法及び小切手法は民法の特別法にあたるため手形や小切手にはこれらの特別法が優先して適用される。
2017年の民法改正により指図債権に関する改正前民365条・469条・470条・472条、記名式所持人払債権に関する改正前民法471条、無記名債権に関する改正前民86条3項・473条は削除または変更された。

## 電子記録債権の譲渡

### 譲渡の効力発生
電子記録債権の譲渡は、譲渡記録によって効力を生ずる（電子記録債権法17条）。譲渡記録は新旧債権者が共同で電子債権記録機関に請求し、電子債権記録機関が記録原簿に記録することによって行う（同法3条・5条）。

### 抗弁の切断
電子記録債権の債務者および保証人は、譲受人に対し、譲渡人に対する人的関係に基づく抗弁をもって対抗することができない（同法20条1項）。これは指名債権の場合と異なり、手形・小切手に類似する。ただし、発生記録等において同項の適用を排除する旨の記録がされている場合・債務者が個人（個人事業者である旨の記録がされている者を除く）である場合等はこの規定は適用されない（同条2項）。